# Jade Raymond
Jade Raymond, född 1975 i Montréal, är en kanadensisk datorspelsproducent och värd för TV-programmet The Electric Playground.

## Biografi
Raymond utexaminerades från universitetet McGill University med en filosofie kandidatexamen i datavetenskap. Hon började sin karriär som programmerare och utvecklade datorspel i utbildningssyfte för IBM och som rådgivare för Microsoft. Hennes första arbete i datorspelsindustrin var att programmera spel för Sony. Några år senare fick hon ett arbete som producent på Electronic Arts och hon har sedan dess producerat spel. Raymond var producent för The Sims Online och för Ubisoft Montreals action-adventure spel, Assassin's Creed. 2010 grundade hon spelstudion Ubisoft Toronto.
Hon har även en examen i de sköna konsterna.
Raymond är medlem i LOVE, som är en allmännyttig organisation som kämpar mot ungdomsvåld i Kanada.

## Spel

### Sony Online Entertainment
- Jeopardy! (programmerare) [9]
- Trivial Pursuit (programmerare)

### Electronic Arts
- The Sims Online (2002) (producent) [5]

### There Inc
- There (2003) (producent/konst)[10][3]

### Ubisoft Montréal
- Assassin's Creed (2007) (producent)
- Assassin's Creed II (2009) (producent)